# Андовер (Південна Дакота)
Андовер (англ. Andover) — місто (англ. town) в США, в окрузі Дей штату Південна Дакота. Населення — 66 осіб (2020).

## Географія
Андовер розташований за координатами 45°24′37″ пн. ш. 97°54′13″ зх. д. / 45.41028° пн. ш. 97.90361° зх. д. (45.410217, -97.903706).  За даними Бюро перепису населення США в 2010 році місто мало площу 0,70 км², уся площа — суходіл.

## Демографія
Згідно з переписом 2010 року, у місті мешкала 91 особа в 42 домогосподарствах у складі 24 родин. Густота населення становила 130 осіб/км².  Було 60 помешкань (86/км²).
Расовий склад населення:
| - 95,6 % — білих - 4,4 % — осіб інших рас |

До двох чи більше рас належало 0,0 %. Частка іспаномовних становила 16,5 % від усіх жителів.
За віковим діапазоном населення розподілялося таким чином: 16,5 % — особи молодші 18 років, 62,6 % — особи у віці 18—64 років, 20,9 % — особи у віці 65 років та старші. Медіана віку мешканця становила 50,8 року. На 100 осіб жіночої статі у місті припадало 122,0 чоловіків;  на 100 жінок у віці від 18 років та старших — 123,5 чоловіків також старших 18 років.
За межею бідності перебувало 50,0 % осіб, у тому числі 85,0 % дітей у віці до 18 років та 25,0 % осіб у віці 65 років та старших.
Цивільне працевлаштоване населення становило 51 особа. Основні галузі зайнятості: будівництво — 37,3 %, освіта, охорона здоров'я та соціальна допомога — 19,6 %, мистецтво, розваги та відпочинок — 9,8 %, роздрібна торгівля — 7,8 %.